# Tatiana Suarez
Pour les articles homonymes, voir Suarez.
Tatiana Yadira Suarez Padilla, née le 19 décembre 1990 à Covina, en Californie, est une pratiquante américaine de MMA. Elle combat actuellement à l'Ultimate Fighting Championship dans la division des poids pailles.

## Biographie

### Jeunesse
Tatiana Suarez naît le 19 décembre 1990 à Covina de parents mexicains. Elle commence à pratiquer la lutte à l'âge de 3 ans inspiré par son grand frère, Chris Lopez. Élève au lycée Northview de Covina (en), Tatiana Suarez devient championne de lutte inter-scolaire de l'État de Californie. Discipline dans laquelle elle décroche deux médailles de bronze aux championnats du monde de lutte de 2008 à Tokyo et de 2010 à Moscou,. Elle quitte l'université après seulement une année pour se concentrer sur sa carrière de lutteuse. Alors qu'elle se prépare au vu des Jeux olympiques d'été de 2012, Suarez souffre d'une hernie discale à la suite d'une blessure à la nuque, et un cancer de la thyroïde lui est diagnostiqué. Après un traitement incluant une ablation de la thyroïde et de plusieurs ganglions lymphatiques, Tatiana Suarez est débarrassée de son cancer,.
Elle est actuellement en couple avec Patchy Mix, un professionnel de Arts martiaux mixtes.

## Palmarès en lutte

### Championnats du monde
- Championnats du monde de lutte 2008 à Tokyo ( Japon)
  -  Médaille de bronze
- Championnats du monde de lutte 2010 à Moscou ( Russie)
  -  Médaille de bronze

## Palmarès en MMA
| 11 combats     | 10 victoires | 1 défaites |
| Par KO         | 2            | 0          |
| Par soumission | 5            | 0          |
| Sur décision   | 3            | 1          |

| Résultat | Record | Adversaire         | Méthode                                 | Événement                                                 | Date             | Round | Temps | Lieu                                  | Notes                                     |
| -------- | ------ | ------------------ | --------------------------------------- | --------------------------------------------------------- | ---------------- | ----- | ----- | ------------------------------------- | ----------------------------------------- |
| Défaite  | 10-1   | Zhang Weili        | Décision (unanime)                      | UFC 312 : du Plessis contre Strickland 2                  | 9 février 2025   | 5     | 5:00  | Sydney, Australie                     | Pour le titre des poids pailles de l'UFC. |
| Victoire | 10-0   | Jéssica Andrade    | Soumission (étranglement en guillotine) | UFC on ESPN: Sandhagen vs. Font                           | 5 août 2023      | 2     | 1:31  | Nashville, Tennessee, États-Unis      | Performance de la soirée.                 |
| Victoire | 9-0    | Montana De La Rosa | Soumission (étranglement en guillotine) | UFC Fight Night: Muniz vs. Allen                          | 25 février 2023  | 2     | 2:51  | Las Vegas, Illinois, États-Unis       | Performance de la soirée.                 |
| Victoire | 8-0    | Nina Ansaroff      | Décision unanime                        | UFC 238: Cejudo vs. Moraes                                | 8 juin 2019      | 3     | 5:00  | Chicago, Illinois, États-Unis         |                                           |
| Victoire | 7-0    | Carla Esparza      | TKO (coups de poing)                    | UFC 228: Woodley vs. Till                                 | 8 septembre 2018 | 3     | 4:33  | Dallas, Texas, États-Unis             |                                           |
| Victoire | 6-0    | Alexa Grasso       | Soumission (étranglement arrière)       | UFC Fight Night: Maia vs. Usman                           | 19 mai 2018      | 1     | 2:44  | Santiago, Chili                       |                                           |
| Victoire | 5-0    | Viviane Pereira    | Décision unanime                        | UFC Fight Night: Poirier vs. Pettis                       | 11 novembre 2018 | 3     | 5:00  | Norfolk, Virginie, États-Unis         |                                           |
| Victoire | 4–0    | Amanda Cooper      | Soumission (d'Arce choke)               | The Ultimate Fighter: Team Joanna vs. Team Cláudia Finale | 8 juillet 2016   | 1     | 3:43  | Las Vegas, Nevada, États-Unis         | Performance de la soirée.                 |
| Victoire | 3–0    | Arline Coban       | TKO (coups de poing)                    | Gladiator Challenge: California State Championship Series | 22 août 2015     | 2     | 0:48  | San Jacinto, Californie, États-Unis   |                                           |
| Victoire | 2–0    | Carolina Alvarez   | Soumission (clé de bras)                | Gladiator Challenge: California State Championship Series | 11 avril 2015    | 1     | 2:01  | San Jacinto, Californie, États-Unis   |                                           |
| Victoire | 1–0    | Tyra Parker        | Décision unanime                        | Gladiator Challenge: Night of the Champions               | 19 juillet 2014  | 3     | 5:00  | Rancho Mirage, Californie, États-Unis |                                           |